# Nella mia ora di libertà
Nella mia ora di libertà è una canzone scritta da Fabrizio De André in collaborazione con Giuseppe Bentivoglio e Nicola Piovani (rispettivamente per il testo e per la musica). Di Piovani è anche l'arrangiamento orchestrale.
Il brano è posto a chiusura del concept album Storia di un impiegato, il lavoro decisamente più "politico" dell'opera di De André, in cui le canzoni sono collegate fra loro da un forte filo narrativo.

## Storia e significato
Il protagonista è un giovane impiegato che, sentita una canzone del Maggio francese, entra in crisi e decide di ribellarsi.
Abbraccia dunque il sogno di un mondo nuovo, ma non rinuncia al suo individualismo. Negli anni di piombo, dopo incontri in piazza e viaggi onirici – sogna di far saltare con l'esplosivo i simboli del potere e della borghesia – attraversa la contestazione giovanile per approdare al terrorismo.

### Cover
- 2003: Frontiera (nell'album tributo Mille papaveri rossi)
- 2006: Mercanti di Liquore (album Live in Dada)
- 2022: Giovanni Truppi, Vinicio Capossela e Mauro Pagani dal vivo al LXXII Festival di Sanremo[3]